# Kannamangalam (Tiruvannamalai)
Kannamangalam es una ciudad y nagar Panchayat situada en el distrito de Tiruvannamalai en el estado de Tamil Nadu (India). Su población es de 7399 habitantes (2011).

## Demografía
Según el censo de 2011 la población de Kannamangalam era de 7399 habitantes, de los cuales 3630 eran hombres y 3769 eran mujeres. Kannamangalam tiene una tasa media de alfabetización del 83,68%, superior a la media estatal del 80,09%: la alfabetización masculina es del 90,80%, y la alfabetización femenina del 76,90%.